# 羅費萊萬德山
47°01′56″N 10°49′06″E / 47.03222°N 10.81833°E

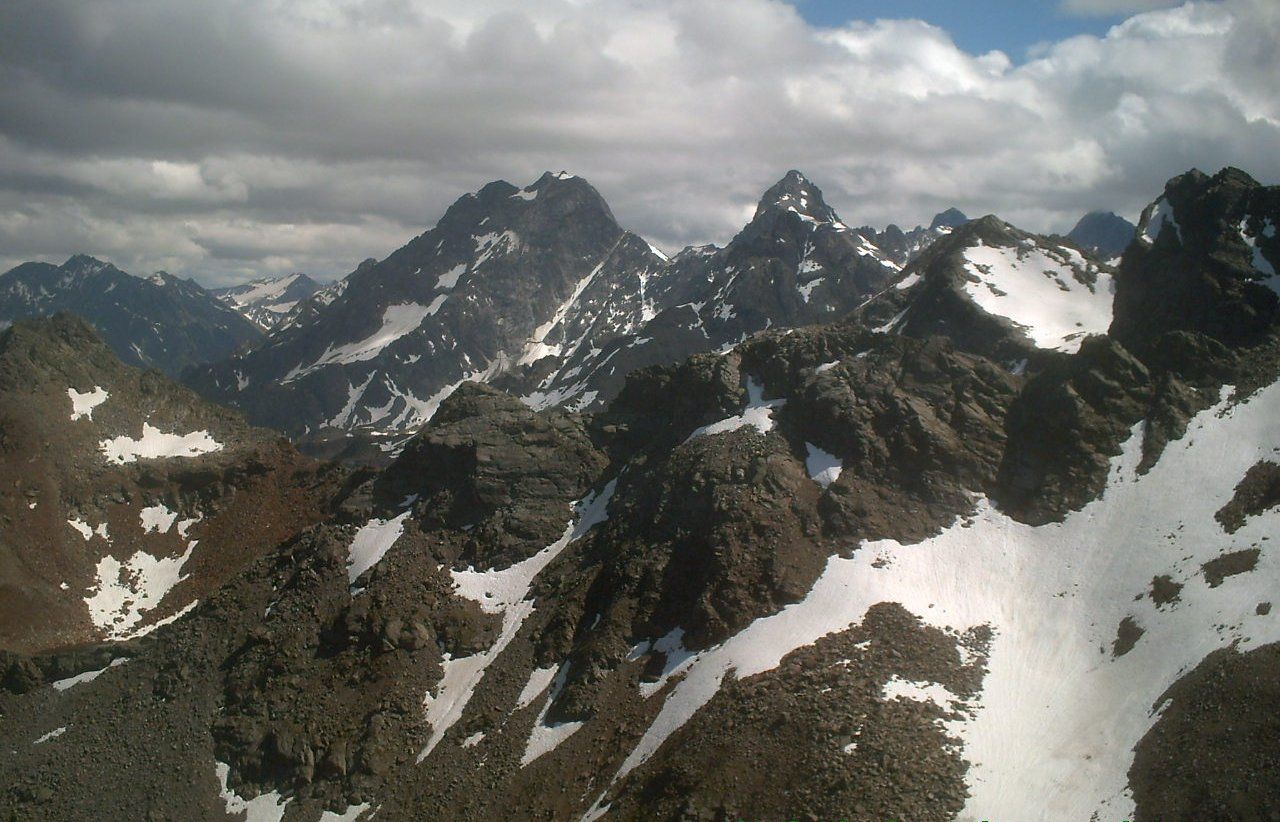

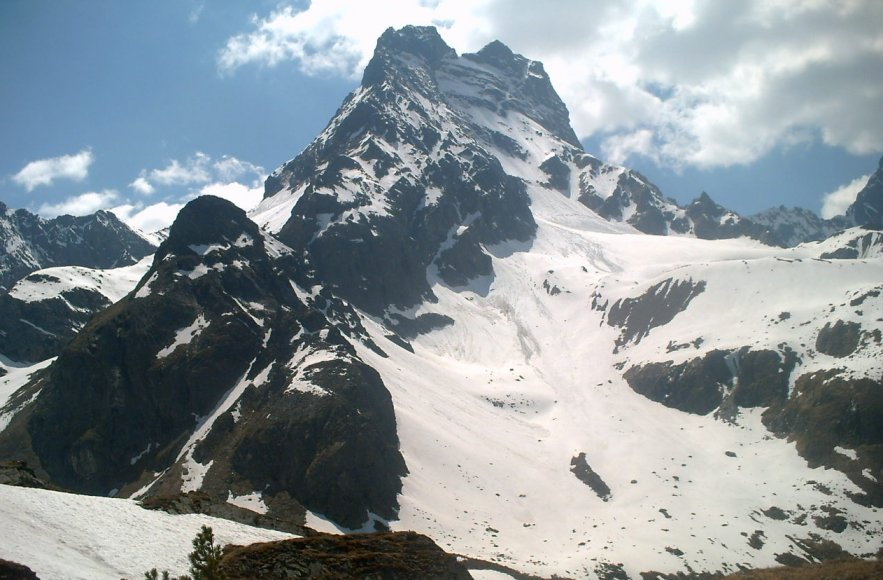

羅費萊萬德山（德語：Rofelewand），是奧地利的山峰，位於該國西部，由蒂羅爾州負責管轄，屬於奧茲塔爾阿爾卑斯山脈的一部分，海拔高度3,354米，每年平均降雨量1,357毫米，人類在1873年7月24日首次登頂。